# August Filips van Sleeswijk-Holstein-Sonderburg-Beck
August Filips van Sleeswijk-Holstein-Sonderburg-Beck (Sonderburg, 11 november 1612 - Beck, 6 mei 1675) was van 1627 tot aan zijn dood hertog van Sleeswijk-Holstein-Sonderburg-Beck. 

## Levensloop
August Filips was de vijfde zoon van hertog Alexander van Sleeswijk-Holstein-Sonderburg en diens echtgenote Dorothea, dochter van graaf Johan Günther I van Schwarzburg-Sondershausen.
Na de dood van zijn vader in 1627 werd het hertogdom Sleeswijk-Holstein-Sonderburg verdeeld onder August Filips en drie van zijn broers. Hierbij kreeg hij het hertogdom Sleeswijk-Holstein-Sonderburg-Beck. August Filips resideerde in de havezate Beck in de buurt van de stad Löhne.
In mei 1675 stierf hij op 62-jarige leeftijd.

## Huwelijken en nakomelingen
Op 15 januari 1645 huwde August Filips met zijn eerste echtgenote Clara (1606-1647), dochter van graaf Anton II van Oldenburg-Delmenhorst. Dit huwelijk bleef kinderloos.
In juni 1649 huwde hij met zijn tweede echtgenote Sidonia (1611-1650), een zus van zijn eerste echtgenote en voormalig abdis van het Sticht Herford. Ze kregen een dochter:
- Sophia Louise (1650-1714), huwde met graaf Frederik van Lippe-Brake

Op 12 april 1651 huwde August Filips met zijn derde echtgenote Maria Sibylla (1628-1689), dochter van graaf Willem Lodewijk van Nassau-Saarbrücken. Ze kregen elf kinderen:
- August (1652-1689), hertog van Sleeswijk-Holstein-Sonderburg-Beck
- Frederik Lodewijk (1653-1728), hertog van Sleeswijk-Holstein-Sonderburg-Beck
- Dorothea Amalia (1656-1739), huwde met graaf Filips Ernst van Lippe-Alverdissen
- Sophia Elisabeth (1658-1724)
- Sophia Eleonora (1658-1744)
- Wilhelmina Augusta (1659), jong gestorven
- Louise Clara (1662-1729), kloosterzuster in Rinteln
- Maximiliaan Willem (1664-1692)
- Anton Günther (1666-1744), gouverneur van Rijsel, Ieper en 's-Hertogenbosch
- Ernst Casimir (1668-1695)
- Karel Gustaaf (1672-1672)